# 河面徳三郎
河面 徳三郎（こうも とくさぶろう）明治の造営大工。
1857年（安政四年）生まれ。

## 略歴
1881年（明治14年）に宮内省内匠課に入り、翌年皇居造営事務局雇となる。
1887年（明治20年）から内匠寮雇となり、1890（明治23年）内匠寮技手。
沼津御用邸本邸洋館（1901年）などを手がけ、1908年（明治41年）内匠寮技師となる。
その後（大正二年）に休職。
沼津御用邸は西付属邸、洋館の工事は、宮内省の建築技術者の中から、
片山東熊と河面徳三郎の二人が担当したとされる。